# چوی اون-کیونگ
چوی اون-کیونگ (انگلیسی: Choi Eun-kyung؛ زادهٔ ۲۶ دسامبر ۱۹۸۴) اسکیت‌باز سرعت اهل کره جنوبی است.